# Trichodrilus allobrogum
Trichodrilus allobrogum är en ringmaskart som beskrevs av Jean Louis René Antoine Édouard Claparède 1862. Trichodrilus allobrogum ingår i släktet Trichodrilus, och familjen källmaskar. Arten är reproducerande i Sverige.